# Phil Niekro
Philip Henry Niekro (Blaine, 1º aprile 1939 – Flowery Branch, 26 dicembre 2020) è stato un giocatore di baseball statunitense che ha giocato nel ruolo di lanciatore nella Major League Baseball (MLB). È stato introdotto nella National Baseball Hall of Fame nel 1997.

## Carriera
Niekro giocò per 24 stagioni nella Major League Baseball, 20 delle quali per i Milwaukee/Atlanta Braves. Le sue 318 vittorie sono il massimo per un giocatore ad avere utilizzato la knuckleball e sono il 16º risultato assoluto di tutti i tempi. Per cinque volte ha vinto il Guanto d'oro della National League (NL) ed è stato convocato per cinque All-Star Game, guidando la lega in vittorie due volte e in media PGL una volta. Niekro fu anche un giocatore chiave degli unici due titoli di division vinti da Atlanta prima del 1991.
Phil e il fratello Joe Niekro hanno vinto complessivamente 539 partite, il massimo per una coppia di fratelli nel mondo del baseball, e le 121 vittorie di Phil oltre i 40 anni di età sono un record della Major League. La sua longevità è attribuita alla knuckleball, un tipo di lancio difficile da padroneggiare ma poco faticoso per il braccio del lanciatore che spesso ingannava i battitori con la sua traiettoria imprevedibile.
Niekro è stato l'ultimo lanciatore della MLB a vincere e perdere 20 partite nella stessa stagione. Con i Braves del 1979, Niekro concluse con 21 vittorie e 20 sconfitte. Fu la terza e ultima stagione da 20 vittorie e la seconda e ultima da 20 sconfitte. Quell'anno, Phil e Joe Niekro guidarono a pari merito la National League in vittorie.

## Palmarès
- MLB All-Star: 5

1966, 1967, 1970, 1972–1976
- Guanti d'oro: 5

1978–1980, 1982, 1983
- Leader della National League in vittorie: 2

1974, 1979
- Leader della MLB in media PGL: 1

1967
- Leader della National League in strikeout: 1

1977
- No-hitter lanciati: 1

5 agosto 1973
- Club delle 300 vittorie
- Numero 35 ritirato dagli Atlanta Braves